# Ameiva bifrontata
Espèce
Synonymes
- Cnemidophorus divisus Fischer, 1879

Ameiva bifrontata est une espèce de sauriens de la famille des Teiidae.

## Répartition
Cette espèce se rencontre :
- dans le Nord du Pérou ;
- en Colombie ;
- au Venezuela ainsi que sur l'île Margarita, l'île de la Tortue et dans les l'archipel Los Testigos ;
- à Aruba.

## Liste des sous-espèces
Selon The Reptile Database (20 avril 2014) :
- Ameiva bifrontata bifrontata Cope, 1862 de Colombie, du Venezuela et d'Aruba
- Ameiva bifrontata divisa (Fischer, 1879) du Pérou et de Colombie
- Ameiva bifrontata insulana Ruthven, 1924 de l'archipel Los Testigos

## Taxinomie
La sous-espèce Ameiva bifrontata concolor a été élevée au rang d'espèce.

## Publications originales
- Cope, 1863 "1862"  : Synopsis of the species of Holcosus and Ameiva, with diagnoses of new West Indian and South American Colubridae. Proceedings of the Academy of Natural Sciences of Philadelphia, vol. 14, p. 60-82 (texte intégral).
- Fischer, 1879 "1878" : Neue oder wenig bekannte Reptilien. Verhandlungen des Naturwissenschaftlichen Vereins zu Hamburg, N.F. III, p. 78-103 (texte intégral).
- Ruthven, 1924 : The subspecies of Ameiva bifrontata. Occasional Papers of the Museum of Zoology, University of Michigan, no 155, p. 1-6 (texte intégral).